# گمینا پاوونکوو
گمینا پاوونکوو (به لهستانی:  Gmina Pawonków) یک گمینا در لهستان است که در شهرستان لوبلینگتس واقع شده‌است. گمینا پاوونکوو ۱۱۸٫۷۴ کیلومتر مربع مساحت و ۶٬۴۵۹ نفر جمعیت دارد.